# 吉住の聞かん坊な煩悩ガール
『吉住の聞かん坊な煩悩ガール』（よしずみのきかんぼうなぼんのうガール）は、吉住がパーソナリティを務めるラジオ番組。
GERA放送局とSpotifyにて配信されている。

## 概要
女芸人No.1決定戦 THE W2020優勝の吉住による初の冠レギュラーラジオ番組として、2021年5月1日に放送開始。
2022年1月24日、GERA放送局でパーソナリティを務めている人力舎芸人が参加する「人力舎GERAサミット～みんな何話してる？～」に参加。
なお、この番組は回によってパーソナリティである吉住の感情の変化が激しいため、リスナーの気分によって聞き分けることを推奨しているほか、番組公式Twitterでは、吉住の感情の起伏をグラフ化して公開している。

## コーナー
- 吉住向上委員会

自分が出演した番組を観ることが出来ない吉住のためにリスナーに代わりに観てもらい、番組についての感想やダメ出しをもらって吉住を向上させる。
- リスナー様　お願いします

自己紹介ギャグや食リポのコメント等、吉住が番組出演時に使えそうなギャグやくだりをリスナーに恵んでもらう。良いものがあれば、実際に吉住が番組出演時に使うこともある。
- 吉住が死ぬまでにやるべき100のこと[6]
- 吉住におすすめの男紹介[6]
- 最近のニュース

忙しくてテレビを観られていない吉住のために、最近あったニュースをリスナーに紹介してもらう。
- クイズ　私だってツッコミたい！

ツッコミが上手くなりたい吉住のツッコミ力強化企画。毎回決められたお題に対してのボケと正解のツッコミをリスナーから募集し、吉住がリスナーからのボケに対して正解のツッコミを返せるのかどうかを確かめる。

## スタッフ
- 構成：ガッテン森枝（元エレファントジョン）[7]

## ゲスト
- 魂ず - ＃16[8]
- ゆってぃ - ＃20[9]
- 鈴木コウジロウ・かわえなつき・両角708（オールオッケー） - ＃23[10]
- ヒグチアイ - ＃32[11][12]
- 坂本No.1（TCクラクション）・タッカーノ・吉田治加（おとぎばなし） - ＃58、#59[13]
- 岡野陽一・鬼ヶ島 - ＃68、69[14]